# Logarithmisches Mittel
In der Mathematik ist das logarithmische Mittel, also der logarithmische Mittelwert, ein bestimmter Mittelwert, der die Logarithmusfunktion verwendet.

## Definition
Das logarithmische Mittel {\displaystyle M_{\text{lm}}} zweier verschiedener positivreeller Zahlen {\displaystyle x,y} ist gegeben durch
{\displaystyle M_{\text{lm}}(x,y)={\frac {y-x}{\ln {\frac {y}{x}}}}={\frac {y-x}{\ln y-\ln x}}}
Um auch den Fall {\displaystyle x=y} zu erfassen, definiert man allgemeiner
{\displaystyle M_{\text{lm}}(x,y)=\lim _{(\xi ,\eta )\to (x,y)}{\frac {\eta -\xi }{\ln \eta -\ln \xi }}}
Dann ist {\displaystyle M_{\text{lm}}(x,x)=x}.

## Eigenschaften
Das logarithmische Mittel ist eine streng monoton wachsende Funktion. Ferner liegt das logarithmische Mittel zwischen dem arithmetischen und geometrischen Mittel:
{\displaystyle {\sqrt {x\cdot y}}<{\frac {y-x}{\ln y-\ln x}}<{\frac {x+y}{2}}}
Diese Ungleichung gilt für {\displaystyle x,y>0}.
Der Beweis stützt sich auf die grafische Veranschaulichung des zugrunde liegenden Sachverhalts (Figur 1 und Figur 2). Wegen der schon vergebenen Bezeichnungen {\displaystyle x} und {\displaystyle y} für die Koordinatenachsen werden hier die positiven reellen Zahlen {\displaystyle a} und {\displaystyle b} mit {\displaystyle a<b} vorgegeben.
Aus Figur 1 resultiert der erste Beweisansatz
{\displaystyle \int _{a}^{b}{\frac {1}{x}}\,\mathrm {d} x>{\frac {2}{a+b}}(b-a)}.
Nach Stammfunktionsbildung folgt hieraus zunächst
{\displaystyle \ln(b)-\ln(a)>{\frac {2}{a+b}}(b-a)}
und schließlich nach einer elementaren Ungleichungsoperation
{\displaystyle {\frac {a+b}{2}}>{\frac {b-a}{\ln(b)-\ln(a)}}},
womit der rechte Teil der Ungleichung bewiesen ist.
Der zweite Beweisansatz wird aus Figur 2 ersichtlich:
{\displaystyle \int _{a}^{b}{\frac {1}{x}}\,\mathrm {d} x<{\frac {1}{2}}\cdot \left({\frac {1}{a}}+{\frac {1}{\sqrt {ab}}}\right)\cdot \left({\sqrt {ab}}-a\right)+{\frac {1}{2}}\cdot \left({\frac {1}{b}}+{\frac {1}{\sqrt {ab}}}\right)\cdot \left(b-{\sqrt {ab}}\right)}
Wieder ergibt sich nach Lösen des Integrals und mehreren Äquivalenzumformungen
{\displaystyle \ln(b)-\ln(a)<{\frac {b-a}{\sqrt {ab}}}}
und abschließend
{\displaystyle {\sqrt {ab}}<{\frac {b-a}{\ln(b)-\ln(a)}}}.
Damit ist auch der linke Teil der Ungleichung bewiesen.

Figur 1
Figur 2

## Anwendungen
Der logarithmische Mittelwert findet in diversen Wissenschaften und technischen Problemen Verwendung. Es tritt meist dann auf, wenn über treibende Gefälle gemittelt wird. Dies ist zum Beispiel bei der integralen Betrachtung von Wärme- oder Stofftransportprozessen der Fall, beispielsweise bei der verfahrenstechnischen Auslegung von Wärmetauschern oder Trennkolonnen.

## Analysis

### Mittelwertsatz
Nach dem Mittelwertsatz der Differentialrechnung gibt es zu einer differenzierbaren Funktion {\displaystyle f\colon [x,y]\rightarrow \mathbb {R} } ein {\displaystyle \xi \in [x,y]} mit
{\displaystyle f'(\xi )={\frac {f(x)-f(y)}{x-y}}.}
Für {\displaystyle f(x)=\ln \,x} erhält man daraus
{\displaystyle {\frac {1}{\xi }}={\frac {\ln x-\ln y}{x-y}}\,\,}, also {\displaystyle \xi ={\frac {x-y}{\ln x-\ln y}}}.
Das {\displaystyle \xi } ist in diesem Fall also der logarithmische Mittelwert aus {\displaystyle x} und {\displaystyle y}.

### Integration
Außerdem erhält man für die Integration
{\displaystyle {\begin{array}{rcl}\int \limits _{0}^{1}x^{1-t}y^{t}\ \mathrm {d} t&=&\int \limits _{0}^{1}\left({\frac {y}{x}}\right)^{t}x\ \mathrm {d} t\\&=&x\int \limits _{0}^{1}\left({\frac {y}{x}}\right)^{t}\mathrm {d} t\\&=&{\frac {x}{\ln {\frac {y}{x}}}}\left({\frac {y}{x}}\right)^{t}|_{t=0}^{1}\\&=&{\frac {x}{\ln {\frac {y}{x}}}}\left({\frac {y}{x}}-1\right)\\&=&{\frac {y-x}{\ln y-\ln x}}.\end{array}}}

## Verallgemeinerungen

### Mehrere Variablen
Die Verallgemeinerungen des logarithmischen Mittels auf mehr als zwei Variablen wird seltener verwendet und ist uneinheitlich.
Verallgemeinert man die Idee des Mittelwertsatzes etwa ist
{\displaystyle L_{\mathrm {MV} }(x_{0},\dots ,x_{n})={\sqrt[{-n}]{(-1)^{(n+1)}\cdot n\cdot \ln[x_{0},\dots ,x_{n}]}}}
wobei {\displaystyle \ln[x_{0},\dots ,x_{n}]} die dividierten Differenzen des Logarithmus bezeichnen.
Für {\displaystyle n=2}, also für drei Variablen, führt dies zu
{\displaystyle L_{\mathrm {MV} }(x,y,z)={\sqrt {\frac {(x-y)\cdot (y-z)\cdot (z-x)}{2\cdot ((y-z)\cdot \ln x+(z-x)\cdot \ln y+(x-y)\cdot \ln z)}}}}.
Verallgemeinert man das Integral zu
{\displaystyle L_{\mathrm {I} }(x_{0},\dots ,x_{n})=\int _{S}x_{0}^{\alpha _{0}}\cdot \dots \cdot x_{n}^{\alpha _{n}}\ \mathrm {d} \alpha }
mit
{\displaystyle S=\{(\alpha _{0},\dots ,\alpha _{n})|\alpha _{0}+\dots +\alpha _{n}=1\ \land \ \alpha _{0}\geq 0\ \land \ \dots \ \land \ \alpha _{n}\geq 0\}}
erhielte man
{\displaystyle L_{\mathrm {I} }(x_{0},\dots ,x_{n})=n!\cdot \exp[\ln x_{0},\dots ,\ln x_{n}]}
und als Spezialfall für drei Variablen
{\displaystyle L_{\mathrm {I} }(x,y,z)=-2\cdot {\frac {x\cdot (\ln y-\ln z)+y\cdot (\ln z-\ln x)+z\cdot (\ln x-\ln y)}{(\ln x-\ln y)\cdot (\ln y-\ln z)\cdot (\ln z-\ln x)}}}.

### Andere Mittelwerte
Das Stolarsky-Mittel etwa verallgemeinert das logarithmische Mittel.